# Hedda Hopper
Hedda Hopper (ur. 2 maja 1885, zm. 1 lutego 1966) – amerykańska aktorka filmowa i telewizyjna oraz felietonistka opisująca plotki.
W filmie biograficznym Trumbo z 2015 w rolę Hopper wcieliła się Helen Mirren

## Filmografia
seriale
- 1951: Goodyear Television Playhouse jako Hostessa
- 1956: Playhouse 90 jako Maizie Weldon
- 1958: Westinghouse Desilu Playhouse jako Hedda Hopper

film
- 1916: Bitwa serc jako Maida Rhodes
- 1919: Sadie Love jako Mrs. James Wakeley
- 1922: Sherlock Holmes jako Madge Larrabee
- 1925: Niebezpieczna niewinność jako Muriel Church
- 1929: Koniec pani Cheyney jako lady Maria
- 1936: Córka Draculi
- 1937: Szczęśliwie się skończyło jako Wdowa na pokładzie statku
- 1942: Zdradzieckie skały jako Ciotka Henrietta Beresford

## Wyróżnienia
Posiada swoją gwiazdę na Hollywoodzkiej Alei Gwiazd.